# 松田亜美 (子役)
松田 愛美（まつだ あみ）は、日本のタレント、女優。東京都出身。

## 略歴
シノザキシステムキッズレッスン生を経て2012年、ミュージカル「アニー」でのアニー役に抜擢され注目を浴びる。その後慶應義塾大学法学部法律学科へ進学。松田亜美から本名である松田愛美へと改名した。

## 人物
- 特技は中学から習っていたギター。英語も特技とし、英検準1級、TOEFL iBT 99点などの資格を保持[2]。ウェブテレビ番組ではアニー主題歌「Tomorrow」を弾き語りで歌唱した。

## 出演

### 舞台・ミュージカル
- 丸美屋食品ミュージカル「アニー」（2007年） - モリー 役
  - アニー クリスマスコンサート（2007年、2008年）
  - 2012年版 - 主演・アニー 役
- やさしいライオン（2008年）
- 葉っぱのフレディ〜いのちの旅〜（2009年）  - 主演・フレディ  / 葉っぱ / テントウムシ 役[3]
- モーツァルト!（2010年） - アマデ 役
- 嵐が丘（2011年） - ヒースクリフ（幼少期） 役
- ジェーン・エア（2012年） - ジェーン・エア（幼少期） 役

### テレビ
- グレートマザー物語（2006年、テレビ朝日）
- 愛の劇場「再婚一直線!」（2008年、TBS） - 高見沢優花 役
- リンカーン 節分の豆まき（2009年、TBS）
- 女帝 薫子（2010年、テレビ朝日） - 南野美樹（幼少） 役
- ハガネの女 season2 第2話・第8話（2011年4月28日、テレビ朝日） - 杏里 役
- 華和家の四姉妹 （2011年、TBS）華和桜子(幼少)役
- ステップファザー・ステップ 第1話（2012年1月9日、TBS） - 矢城美鈴 役
- 二十四の瞳（2013年8月4日、テレビ朝日） - 木下富士子 役

### 映画
- きな子〜見習い警察犬の物語〜（2010年）

### ウェブテレビ
- 柴田阿弥の金曜The NIGHT（2018年5月25日、7月7日、AbemaTV）[4]

### CM
- ユニバーサルスタジオジャパン、クリスマス（2006年）
- バンダイ、ベラダンセレラ おうちでバレエ（2007年）
- エプソン、カラリオ年賀状篇（2007年）
- すき家、牛丼まつり2008（2008年）
- サントリー、C.C.Lemon（2009年）
- 日本マクドナルド ハッピーセット ヤッターマン篇、ビート・スター篇（2010年）
- テーブルマーク、冷凍さぬきうどん（2010年）
- 東京ディズニーリゾート、東京ディズニーシー・スプリングカーニバル（2010年）
- 昭和産業、昭和天ぷら粉 50周年編（2010年）
- セガトイズ、リルぷりっ リルキャラ!くるくるコレクション（2010年）

### スチール
- シーラス・エアクラフト・ジャパン、パラシュート付き航空機（2007年）